# Syllitus sumbae
Syllitus sumbae es una especie de insecto coleóptero de la familia Cerambycidae. Estos longicornios son endémicos de la isla de Sumba (Indonesia).
S. sumbae mide unos 10 mm, estando activos los adultos en abril.